# Шмидт, Александр Карлович
Алекса́ндр Ка́рлович Шмидт (рум. Alexander Schmidt; 1879, Кишинев — 1954, Ташкент) — бессарабской политик, мэр Кишинева в 1917—1918 годах. Сын городского головы Кишинёва Карла Шмидта и Марии Ивановны Шмидт, урожд. Кристи (1856–1902).

## Биография
Будучи по своему происхождению бессарабским немцем, он был воспитан в православной вере. Принимал участие в Революции 1905 года, был арестован, но освобожден после вмешательства отца. Изучал право и экономику в Императорском Киевском университете Святого Владимира.
Член Партии народных социалистов. Стал мэром Кишинева в 1917 году, после Февральской революции. Активно выступал против румынской военной интервенции в Бессарабии в 1918 году.  Вместе с Александром Крупенским, Владимиром Цыганко, Марком Слонимом и Карлом Шмидтом он основал общество по спасению Бессарабии от румынской оккупации, агитировал за ее союз в Российской Республике или Украинской Народной Республике. Эта организация объединяла как российских землевладельцев, так и консерваторов из Бессарабии и бессарабских коммунистов.
Александр Шмидт и Александр Крупенский публиковали многочисленные брошюры, в которых пытались доказать русский характер Бессарабии. Они возглавляли делегацию российских политиков, землевладельцев и дворян на Парижской мирной конференции 1919-1920 годов, которая решительно выступала против международного признания союза Бессарабии с Румынией. Представители «бессарабской делегации» настаивали на необходимости организации на территории Бессарабии референдума, который должен был решить судьбу региона. Также они давали множество интервью иностранной прессе, в которых рассказывали о преследовании молдавской интеллигенции, настроенной пророссийски.
После объединения Бессарабии с Румынией  А.Шмидт жил в Украинской ССР.  Был автором ежемесячного журнала «Красная Бессарабия».  С 1924 по 1930 годы Александр Карлович работал в Госплане УССР, в 1937 году стал кандидатом экономических наук. Заведовал кафедрой Харьковского финансово–экономического института. В 1941 году был эвакуирован в Ташкент, где возглавил кафедру финансов Ташкентского института народного хозяйства.
Умер в 1954 году и был похоронен в Ташкенте.